# Maxillaria arachnites
Maxillaria arachnites är en orkidéart som beskrevs av Heinrich Gustav Reichenbach. Maxillaria arachnites ingår i släktet Maxillaria och familjen orkidéer. Inga underarter finns listade i Catalogue of Life.